# Kečovský mlýn
Kečovský mlýn (U Vavartů, Ketschenmühle, Kiskamühle) v Darmyšli u Starého Sedla v okrese Tachov je bývalý vodní mlýn, který stojí na potoce Úhlavka. Je chráněn jako nemovitá kulturní památka České republiky.

## Historie
Mlýn byl postaven na začátku 18. století. Roku 1799 je zde uváděn Fr. Trescher, mlynář v Gieskamühl (Darmyšl čp. 46).
V roce 1995 byla původně památkově chráněná barokní mlýnice zbořena a na jejím místě stojí novostavba, která částečně využila její kamenné zdivo. Bývalá lednice s vodním kolem zůstala v torzu, obytné stavení mlýna je užíváno.

## Popis
Mlýn tvoří obytné stavení a hospodářské zázemí v podobě z konce 19. století. Z bývalé mlýnice s mlýnským vybavením se dochovala pouze lednice s vodním kolem.